# Molly Meech
Molly Meech (31 marzo 1993) è una velista neozelandese.
Anche il fratello Sam Meech è un velista.

## Palmarès

### Olimpiadi
- 1 medaglia:
  - 1 argento (Rio de Janeiro 2016 nel 49erFX)

### Mondiali
- 2 medaglie:
  - 1 oro (Marsiglia 2013 nel 49erFX)
  - 1 bronzo (Matosinhos 2017 nel 49erFX)